# Dujam Biluš
Dujam (Doimo) Biluš (Punta Arenas, 7. svibnja 1894. − Split, 13. ožujka 1959.) je bio hrvatski kazališni i filmski glumac, kazališni ravnatelj i redatelj i kazališni organizator.

## Životopis
Rodio se je u Čileu u Punta Arenasu 1894. godine. U Splitu je završio dva razreda gimnazije, tri razreda obrtničke škole te glumačku školu. Prve glumačke korake napravio je 1913. u Splitskom kazališnom društvu. U Splitu je bio glumac i redatelj u nekoliko navrata, a zadnje je bilo u splitskom HNK od 1955. do smrti. Prije drugog svjetskog rata naizmjence je bio u splitskom i zagrebačkom HNK. Glumio je i režirao predstave i u Osijeku, Banjoj Luci, Sarajevu, Novom Sadu, Zagrebu, Dubrovniku i Beogradu. Ratne je godine proveo kao ravnatelj zagrebačkog HNK i kazališta u Dubrovniku. ZAVNOH mu je poslije rata povjerio organiziranje kazališta. Bio je još ravnatelj i intendant u Varaždinu, Karlovcu u Puli. U Zagrebu je glumio neko vrijeme u Zagrebačkom dramskom kazalištu.
Glumio je u filmu Mala Jole i u još nekim koprodukcijama.

## Vanjske poveznice
- Dujam Biluš u internetskoj bazi filmova IMDb-u (engl.)